# Queen (Toronto Subway)

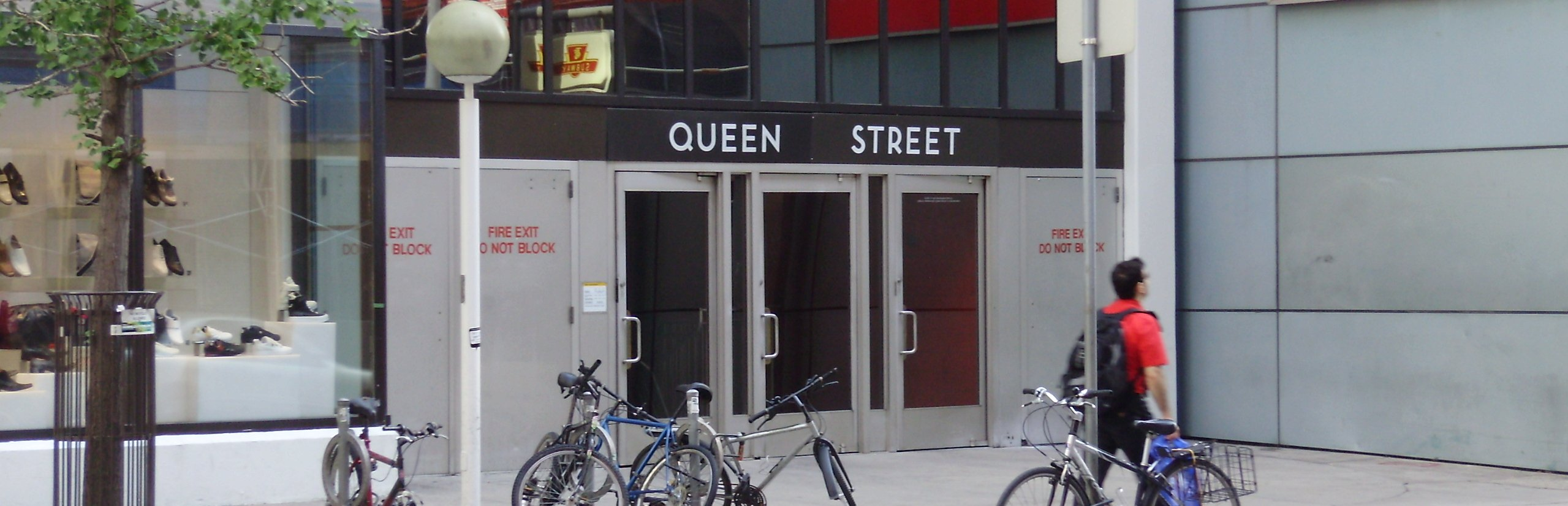
Nordwestlicher Eingang zur Station

Queen ist eine unterirdische U-Bahn-Station in Toronto. Sie liegt an der Yonge-University-Linie der Toronto Subway, an der Kreuzung von Yonge Street und Queen Street. Die Station besitzt Seitenbahnsteige und wird täglich von durchschnittlich 48.700 Fahrgästen genutzt (2018).

## Station
In der Nähe befinden sich der Simpson Tower (Hauptsitz der Hudson’s Bay Company), das Einkaufszentrum Eaton Centre, das Alte Rathaus und die City Hall. Es bestehen Umsteigemöglichkeiten zu einer Buslinie der Toronto Transit Commission (TTC) sowie zu den Straßenbahnlinien 501 und 502. Außerdem ist Queen eine von fünf Stationen, die mit dem PATH-Tunnelsystem verbunden sind.
Beide Bahnsteige sind mit Wandgemälden von John Boyle verziert: Die deckungsgleichen Kunstwerke tragen den Namen Our Nell und thematisieren die Geschichte der Umgebung, mit Darstellungen von Nellie McClung, John Graves Simcoe sowie den ehemaligen Warenhäusern Simpson’s und Eaton’s.

## Geschichte

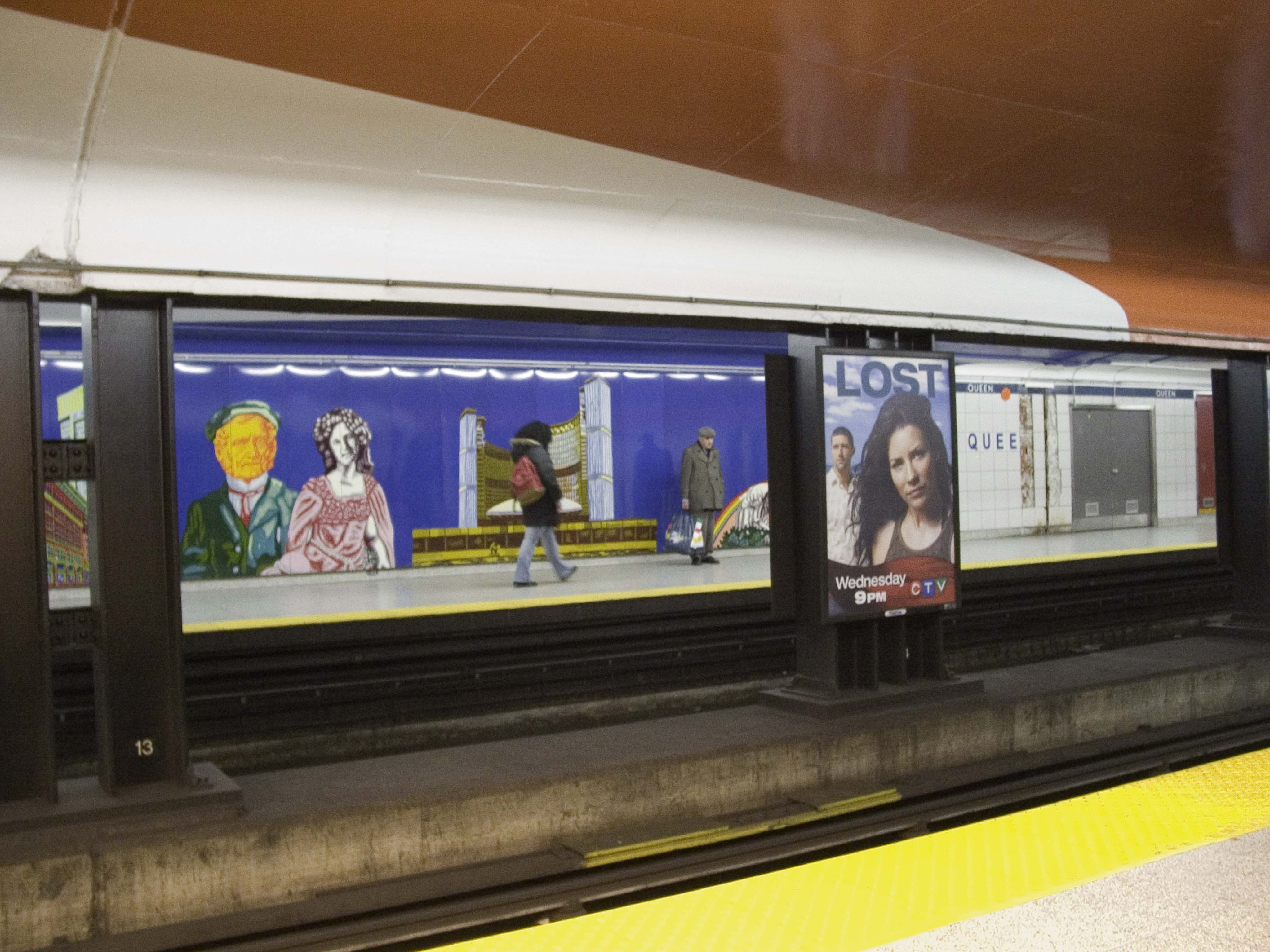
Blick auf das Wandgemälde Our Nell im Hintergrund

Die Eröffnung der Station erfolgte am 30. März 1954 zusammen mit dem Abschnitt Union – Eglinton, der ältesten U-Bahn auf kanadischem Boden.
Eine Besonderheit ist die zweite Stationsebene, die bis heute nie in Betrieb genommen wurde. Während des Zweiten Weltkriegs plante die TTC einen Straßenbahntunnel unter der Queen Street, der die Subway kreuzen sollte. Die Einwohner Torontos sprachen sich im Januar 1946 in einem Referendum mit 89 % Ja-Stimmen für das Projekt aus. Aufgrund ausbleibender Finanzierung seitens der Bundesregierung musste das Bauvorhaben immer wieder zurückgestellt werden. Beim Bau der Subway-Station wurde eine zweite Ebene für die Straßenbahn im Rohbau erstellt. Bauarbeiten an den angrenzenden Tunnelstrecken unterblieben aber, da die TTC der weiter nördlich verlaufenden Bloor-Danforth-Linie höhere Priorität beimaß. In den folgenden Jahrzehnten geriet das Projekt des Queen-Street-Tunnels in Vergessenheit. Der unvollendete Stationsteil wird heute gelegentlich als Lagerraum verwendet.
Im April 2019 kündigte die Regierung der Provinz Ontario konkrete Planungen für den Bau der Ontario-Linie an. Diese neue vollautomatische U-Bahn-Linie soll in der Station Queen die Yonge-University-Linie in West-Ost-Richtung kreuzen. Zu diesem Zweck soll der ungenutzt gebliebene und mittlerweile verfüllte Stationsteil doch noch genutzt werden. Als frühester Fertigstellungstermin wurde das Jahr 2027 genannt.